# Kristján Örn Sigurðsson
Kristján Örn Sigurðsson (Akureyri, 7 oktober 1980) is een IJslands voetballer (verdediger) die sinds 2010 speelt in Noorwegen bij de eersteklasser Hønefoss BK. Voordien speelde hij onder meer voor SK Brann. Kristján Örn Sigurðsson speelde tussen 2003 en 2012 53 interlands voor het IJslands voetbalelftal waarin hij viermaal wist te scoren.